# Гульельмо II Криспо
Гульельмо II Криспо (итал. Guiglelmo II Crispo; ок. 1395 — 1463) — герцог Наксоса с 1453 года. Младший сын Франческо I Криспо — основателя династии, и его жены.

## Биография
По завещанию отца получил остров Анафи.
В 1447 году вместе с братом — Никколо Криспо стал опекуном своего внучатого племянника герцога Джана Джакомо Криспо, родившегося после смерти отца — Джакомо II. Тот умер в 7-летнем возрасте, и согласно Салическому закону Гульельмо II Криспо как ближайший родственник по мужской линии наследовал ему.
В том же 1453 году турецкий султан Мехмед II захватил Константинополь. Гульельмо II отправил ему поздравления и подарки. Однако когда Мехмед II узнал, что эгейские пираты получают убежище и продовольствие в портах герцогства, он послал в Наксос флот под командованием Юмуса-паши. Однако начался шторм, несколько кораблей затонуло, и вместо Наксоса турецкий адмирал атаковал Самотрас, изгнав из него Дорино II Гаттилузио.
В апреле 1454 года Венеция заключила с Мехмедом II мирный договор, в который включила и Наксос. После этого турецкие набеги временно прекратились.
Гульельмо II умер в 1463 году в весьма преклонном по тем временам возрасте. Ему наследовал племянник — Франческо II Криспо.